# غراسيلا أراوغو
غراسيلا أراوغو (بالإسبانية: Graciela Araujo) هي ممثلة أرجنتينية، ولدت في 24 سبتمبر 1930 في لابلاتا في الأرجنتين، وتوفيت في 3 مايو 2019 في بوينس آيرس في الأرجنتين.

## وصلات خارجية
- غراسيلا أراوغو على موقع IMDb (الإنجليزية)